# Haptosquilla pulchella
Haptosquilla pulchella is een bidsprinkhaankreeftensoort uit de familie van de Protosquillidae. De wetenschappelijke naam van de soort is voor het eerst geldig gepubliceerd in 1880 door Miers.